# Leucania fortunata
Leucania fortunata is een vlinder uit de familie uilen (Noctuidae). De wetenschappelijke naam is voor het eerst geldig gepubliceerd in 1961 door Pinker.
De soort komt voor in Europa.